# Jana Sorgers
Jana Sorgers (Neubrandenburg, 4 augustus 1967) is een Oost-Duits/Duits voormalig roeister. Sorgers maakte haar debuut tijdens de wereldkampioenschappen roeien 1986 met de wereldtitel in de dubbel-vier. Een jaar later prolongeerde zij deze wereldtitel. Tijdens het olympische debuut in Seoel van Sorgers behaalde ze de titel in de dubbel-vier. Sorgers werd voor de enige keer wereldkampioen in de dubbel-twee in 1989. Sorgers behaalde tijdens de wereldkampioenschappen roeien 1990 en 1991 behaalde zij de wereldtitel in de dubbel-vier. Sorgers behaalde haar vijfde en zesde wereldtitel in de dubbel-vier in 1994 en 1995. Tijdens de Olympische Zomerspelen 1996 behaalde Sorgers wederom de olympische gouden medaille in de duubel-vier

## Resultaten
- Wereldkampioenschappen roeien 1986 in Nottingham  in de dubbel-vier
- Wereldkampioenschappen roeien 1987 in Kopenhagen  in de dubbel-vier
- Olympische Zomerspelen 1988 in Seoel  in de dubbel-vier
- Wereldkampioenschappen roeien 1989 in Bled  in de dubbel-twee
- Wereldkampioenschappen roeien 1990 in Barrington  in de dubbel-vier
- Wereldkampioenschappen roeien 1991 in Wenen  in de dubbel-vier
- Wereldkampioenschappen roeien 1994 in Indianapolis  in de dubbel-vier
- Wereldkampioenschappen roeien 1995 in Tampere  in de dubbel-vier
- Olympische Zomerspelen 1996 in Atlanta  in de dubbel-vier

1988: Kerstin Förster & Kristina Mundt & Beate Schramm & Jana Sorgers ·
1992: Sybille Schmidt  &  Birgit Peter  & Kerstin Müller & Kristina Mundt·
1996: Katrin Rutschow & Jana Sorgers & Kerstin Köppen & Kathrin Boron·
2000: Manja Kowalski & Meike Evers & Manuela Lutze  & Kerstin Kowalski ·
2004: Kathrin Boron & Meike Evers & Manuela Lutze & Kerstin Kowalski ·
2008: Tang Bin & Xi Aihua & Jin Ziwei & Zhang Yangyang ·
2012: Kateryna Tarasenko & Natalija Dovhodko & Anastasija Kozjenkova & Jana Dementjeva·
2016: Annekatrin Thiele, Carina Bär, Julia Lier, Lisa Schmidla ·
2020: Chen Yunxia & Zhang Ling & Lü Yang & Cui Xiaotong ·
2024: Lauren Henry & Hannah Scott & Lola Anderson & Georgina Brayshaw